# Gauner und Gangster
Gauner und Gangster ist ein 1944 entstandener Hollywood-Film von Raoul Walsh mit Alan Ladd in der Hauptrolle. An seiner Seite spielt Gail Russell.

## Handlung
New Orleans, in den 1940er Jahren. Der kleine Gauner Salty O’Rourke ist ein großer Pferdeliebhaber und noch größerer Spieler und hält sich mit kleinen Betrügereien über Wasser. Eines Tages gerät er an einen brutalen Gangster namens Doc Baxter, den alle nur „den Buchmacher“ nennen. Baxter hat Saltys Kumpel umbringen lassen, weil dieser den Buchmacher angeblich um 20.000 Dollar betrogen hatte. Nun hält sich der große Gangster an den kleinen Gauner und verlangt von Salty, dass dieser jene Summe in den nächsten 30 Tagen begleichen solle, sonst ergehe es Salty wie seinem toten Kumpel. Derart unter Druck, verpfändet Salty zunächst seine teuren Manschettenknöpfe und kauft mit der erzielten Summe ein Pferd namens „Whipper“, einen echten Hitzkopf. Salty erhofft, mit diesem rassigen Zossen das Delington Handicap, ein Pferderennen in Kalifornien, zu gewinnen.
Salty engagiert als Jockey den noch jungen, aber talentierten Johnny Cates, der eine Zeitlang wegen Rennmanipulation nach Mexiko abgetaucht war. Da Cates in den USA wegen dieser Sache ein mehrjähriger Bann auferlegt wurde, gibt sich Johnny als dessen Bruder Timothy aus. Der ist zwar erst 17 Jahre jung, aber sieht ihm durchaus ähnlich. Salty und Johnny reisen mit dem Pferdetrainer Smitty nach Delington, wo Johnny (alias Timothy) wegen seines jungen Alters erst einmal die Jockey-Schule besuchen soll. Dort unterrichtet die schöne schwarzhaarige Lehrerin Barbara Brooks, die Johnny ziemlich schnell aus dem Unterricht hinauswirft, weil der sein freches Mundwerk nicht im Zaum halten kann. Da für Salty von Johnnys Können das eigene Leben abhängt, macht der Gauner bei Barbara und ihrer Mutter gut Wetter. Rasch gewinnt der vorlaute Johnny Gefallen an seiner Lehrerin, während Barbara vielmehr an dem reiferen Salty interessiert ist. Der aber hat nur Augen für das Rennen, das er unbedingt gewinnen muss, wenn ihm sein Leben lieb ist. Salty bittet Barbara darum, Johnny Nachhilfeunterricht zu geben, und die Lehrerin willigt Salty zuliebe ein.
In der Hoffnung, Salty ein wenig eifersüchtig machen zu können, lädt Barbara Johnny dazu ein, sie zu dem Ball vor dem Rennen zu begleiten. Dort macht Johnny der jungen Frau einen Antrag. Da Barbara nur an Salty interessiert ist, weist sie Johnny höflich, aber bestimmt zurück. Johnny ist darüber sehr wütend und will es seinem Konkurrenten Salty heimzahlen. Da Barbara bei Salty nicht weiterkommt, macht sie ihm Vorwürfe, sie in Sachen Johnny nur zu benutzen. Außerdem gesteht sie dem Gauner ihre Liebe. In der Zwischenzeit ist Gangster Baxter in der Stadt eingetroffen. Er tut sich mit Johnny zusammen und beide verabreden, Salty aufs Kreuz zu legen.
Am nächsten Tag erzählt Tony seinem Freund Salty, dass er gestern Johnny und Baxter zusammen gesehen habe und dass beide offensichtlich nichts Gutes im Schilde führen würden. Salty geht auf Johnny zu, appelliert an dessen Anständigkeit und bittet den 21-jährigen Jockey, sich nicht mit Baxter einzulassen. Salty gesteht Barbara seine Liebe, sagt ihr aber, dass er sich gleich nach dem Rennen davonmachen müsse, um nicht in Baxters Hände zu fallen. Johnny macht derweil inmitten des Rennens eine Läuterung durch und saust mit „Whipper“ als Erster durchs Ziel. Daraufhin lässt Baxter Johnny durch seinen Killer auf dem Parkplatz erschießen. Salty sucht nun die finale Auseinandersetzung mit dem Verbrecher Baxter, weiß aber nicht, dass ihm Barbara in der Zwischenzeit seine Pistole entwendet hat. In Baxters Büro angekommen, zerstört Salty die Lichtquelle, woraufhin Baxter und sein Killer das Feuer eröffnen und sich gegenseitig erschießen. Als der Pferdetrainer Smitty Barbara und Salty aus der Stadt herausfährt, gibt die Lehrerin ihrem Geliebten den Revolver zurück, den er sofort wegwirft. Dann küssen sich beide.

## Produktionsnotizen
Gauner und Gangster entstand zwischen Ende August und Ende Oktober 1944 und am 22. März 1945 in Arizona uraufgeführt. Die New Yorker Premiere fand am 25. April desselben Jahres statt, die deutsche Erstaufführung war am 18. März 1955.
Milton Holmes erhielt eine Oscar-Nominierung für das beste Originaldrehbuch. Die von Haldane Douglas umgesetzten Filmbauten entwarf Hans Dreier, John MacNeil war für die Ausstattung zuständig. Dorothy O’Hara entwarf die Kostüme. Wally Westmore zeichnete für das Makeup bzw. die Masken verantwortlich, die Spezialfotografie lag in den Händen von Farciot Edouart, assistiert von Loyal Griggs. Lothrop Worth diente unter Chefkameramann Theodor Sparkuhl als einfacher Kameramann.

## Kritiken
Im Lexikon des internationalen Films heißt es: „Unterhaltsamer Gangsterfilm mit trocken-schnodderigen Dialogen.“
Der Movie & Video Guide nannte den Film eine „lebhafte Geschichte.“
Halliwell‘s Film Guide fand, der Film sei „ein sehr moderates und überlanges Star-Vehikel.“